# Unitarizmus
Az unitarizmus vagy unitarianizmus vagy másképp unitárius vallás részben egy szentháromsági istenképet elutasító teológiai irányzat (antitrinitarizmus), továbbá egy olyan vallási mozgalom, amely ebből a felfogásból alakult ki. Jóllehet az unitarizmusnak számos előzménye van, az újkori irányzat megszületését rendszerint a spanyol Szervét Mihályhoz (Miguel Servet), az itáliai Sozzinikhez (Lelio Sozzini, Fausto Sozzini), illetve régiónkban az erdélyi Dávid Ferenchez szokás kapcsolni.
A keresztény (biblikus) unitáriusok nézete szerint Jézus nagy ember és Isten prófétája volt, talán még természetfölötti lény is, de nem maga Isten. Úgy vélik, hogy a Biblia és Jézus tanításai nem sugallják egy hármas osztatú Isten létezését, és nem hisznek Jézus istenségében. Ezen kívül elutasítanak számos más keresztény tant is, beleértve az eredendő bűnt, az eleve elrendelést, és a Biblia tévedhetetlenségét. A keresztény unitárius nézeteket a katolicizmus eretnekségnek, a protestáns egyházak zöme a reformáció vadhajtásának tekinti, gyakran kétségbe vonva annak keresztény jellegét is.
Míg az unitarizmus eredetileg csak keresztény irányzat volt, annak egy része (főleg az angol nyelvterületen) a 19. század végétől megnyílt más vallási és filozófiai áramlatok előtt. Az unitárius vallási mozgalom ma olyan közösségekből áll, amelyek kifejezetten nyitottak az ateista és az agnosztikus gondolkodásúak felé is. Egyes közösségeik panteista vagy deista nézeteket képviselnek.
A nézeteltérések ellenére a legtöbb unitárius közösség képviselteti magát egy nemzetközi szervezetben, az Unitáriusok és Univerzalisták Nemzetközi Tanácsában (ICUU: International Council of Unitarians and Universalists). Egy dolog közös ezekben a különböző unitárius közösségekben, hogy a „lelkiismereti szabadságot és a független gondolkodást a hit kérdéseiben” a vallási dogmák fölé helyezik.

## Nevük
Az unitárius név a latin „unitas” (= egység, osztatlan állapot) szóból származik. A kifejezés Isten oszthatatlan egységét hangsúlyozza a kereszténység Szentháromság-tanával szemben.
Magyar nyelvterületen az unitárius és unitarizmus kifejezések az elterjedtek, míg az angol-amerikai nyelvterületen az unitarianizmus.

## Történelem

### Ókor
A szentháromságtagadó nézeteknek az ókori kereszténységben két fő vonala alakult ki:
- szubordinatiánusok , akik Jézust és a Szentlelket az Atya által teremtett és így neki alárendelt lénynek tekintették. Ide számíthatók részben az ebioniták, az alogoszok, az ariánusok stb.[9]
- a monarchianisták, patripassziánok  vagy modalisták szerint a „három isteni személy” az egy Istennek csupán három megnyilvánulási módja, s így Krisztus szenvedésekor tulajdonképpen az Atya szenvedett. Ezt vallották kis változtatással Praxeas, Noetus és Beryllus követőin kívül főleg a szabelliánusok.[9]

### Újkor
A 16. századi reformáció nyomán, amely a Bibliát tette a hit egyedüli forrásává, többen felléptek azzal a tanítással, hogy a szentháromság dogmáját nem találják az evangéliumokban. Így jöttek létre a szentháromságtagadó mozgalmak, amelyek azt a tant, hogy Istenben három személy van, mint értelmetlenséget elvetették. Az ilyen tanok vallóit azonban mind a római katolikus egyház, mind pedig a protestáns egyházak kegyetlenül üldözték és halállal büntették. Luther maga is ellenezte az antitrinitárius mozgalmat, és az iszlám alapítóját, Mohamedet az ókori Arius tanításainak híveként tekintette.
Az újkori antitrinitarizmus Spanyolországban Szervét Mihály és Itáliában Gentilis (Giovanni Valentino Gentile) révén született meg, ám az inkvizíció és a reformált egyházak türelmetlensége folytán sem keletkezési helyükön, sem Nyugat-Európában nem tudott elterjedni. Szervét Mihályt először az inkvizíció tartóztatta le, majd miután sikerült Genfbe menekülnie, a protestánsok vetették fogságba, elítélték és máglyán megégették (†1553). Gentilist  (Giovanni Valentino Gentile) 1566-ban ugyancsak kivégezték.
Az 1546-os vicenzai találkozók és az 1550-es velencei anabaptista gyűlés egy földalatti antitrinitárius mozgalom kezdetét jelzi Észak-Itáliában, ahol Szervét követői megállapodtak több elvben. A nézeteiket terjesztették Svájcban, Németországban is.
Az üldözések miatt keletre szorultak: Lengyelországban és Erdélyben találtak menedéket. A tanaik megfogalmazója Lelio Sozzini (Socinus, 1525–1552) volt, kinek nézeteit unokaöccse, Fausto Sozzini (1539–1604) terjesztette el számos művében. Ugyancsak ő volt az, aki Lengyelországban a különböző unitárius irányzatokat egy egyházba fogta össze.  A szociniánusok a nevüket a Sozzinik után kapták.

### Lengyelországi terjedés
Giorgio Biandrata (Blandrata György) hívta meg 1579-ben Fausto Sozzinit, Lelio Sozzini  unokaöccsét, aki azután a Pax dissidentium védelme alatt megalakította szociániánusok unitárius egyházát, amelynek központja Raków  lett. A legkorábbi hívei között olyan olaszok voltak, akik Lengyelországban kerestek menedéket.
A lengyel testvéreket 1658-ban a szejm (lengyel parlament) feloszlatta. Parancsot kaptak, hogy térjenek át a római katolikus hitre, vagy hagyják el Lengyelországot. A legtöbben Erdélybe vagy Hollandiába mentek, ahol felvették az unitárius nevet.

### Erdélyi terjeszkedés
Az unitarizmus a 16. századi protestáns reformáció radikális anabaptista ágából nőtt ki szervezett egyházzá. A mozgalom szinte egyszerre kezdődött Erdélyben és a lengyel testvérek körében.
Az egyik magyar vezéregyénisége, Dávid Ferenc, Kolozsváron született és Wittenbergben tanult. Miután külföldről hazajött, Besztercén, Petresen és Kolozsváron mint katolikus iskolaigazgató, majd evangélikus lelkész működött (és 1559-ben kálvinista lett), de Németországban tanult új gondolatok életcélját hamar a „tiszta jézusi kereszténység helyreállítása”-ként határozta meg, ami számára az igazság teljes szabadságban való kereséséhez való jogot is jelentette. A mohácsi csata utáni bizonytalan helyzet és Erdély vallási hagyatéka (arianizmus, bogumilizmus és a török veszély mind gyengítette a katolikus uralmat, mondhatnánk az eretnekségnek hagyományai voltak) szinte előkészítette a lelki talajt a reformáció új eszméinek. Szapolyai János halála utáni hatalomharc után Petrovics Péter kormányzó 1555-ben a kálvinizmust kezdte terjeszteni, és az 1557-es tordai országgyűlés rendeletet adott ki a „szabad vallás – hirdetésre és –gyakorlatra”.
Dávid Ferenc alázatos hívősége által megnyitott kapuk akkor még senki által fel nem mért következményekkel járt. Az „unitárius” elnevezés az Isten oszthatatlan egységét valló egyistenhívőt jelent és először az 1600. évi lécfalvi országgyűlés vallási határozatában fordul elő. E „hősi” kezdetekből gyorsan terjedt el Anglián keresztül az Egyesült Államokba és onnan világszerte.
A magyar királyok közül egyedül II. János (János Zsigmond) magyar király (1570-től erdélyi fejedelem) volt unitárius. Az erdélyi fejedelmek közül még Székely Mózes.

### Nyugat

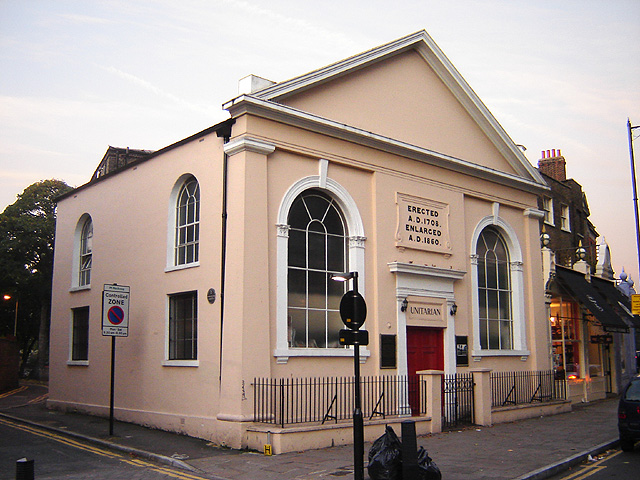
A 18. században épült unitárius épület Londonban

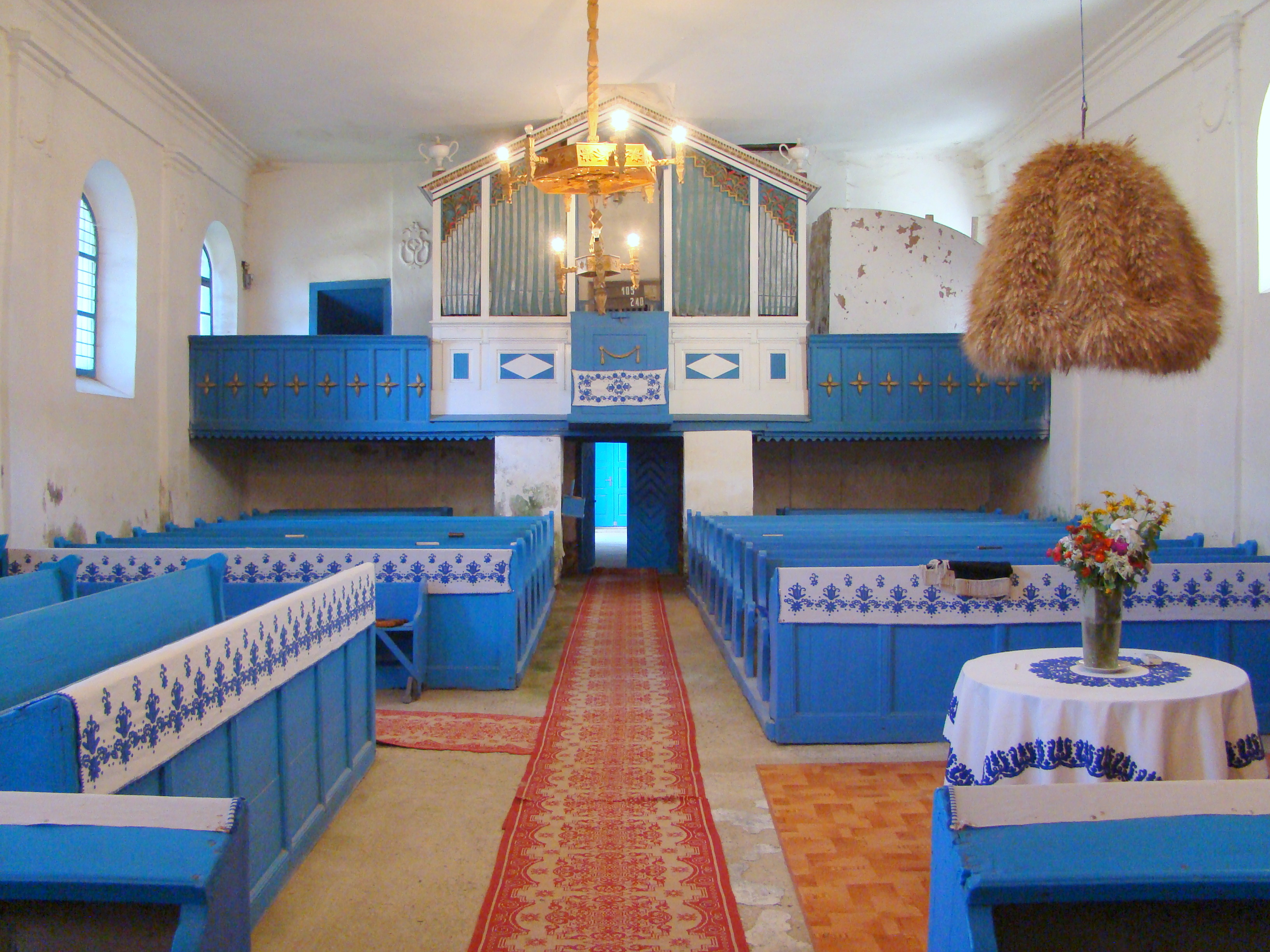
Az erdélyi Rava unitárius templomának belseje

Az első unitárius gyülekezet Angliában 1774-ben, Amerikában 1782-ben jött létre, de az unitárius egyházszervezet csak W. E. Channing  (1780–1842) prédikátornak az unitárius kereszténységről mondott 1819-es baltimore-i beszéde nyomán alakult ki. Az Amerikai Unitárius Szövetséget 1825-ben alapították. 

### 20-21. század
1961-ben az amerikai unitáriusok egyesültek az univerzalistákkal, kialakítva az Unitárius Univerzalista Szövetséget  (UUA, Unitarian Universalist Association). E liberális vallási szövetség tagjai nem hitvallások és tanok rendszerének segítségével próbálják megtalálni az igazságot. A több mint ezer gyülekezet nagy része az USA-ban és Kanadában működik. 
Egyes unitárius keresztény csoportok az 1995-ben alapított Unitáriusok és Univerzalisták Nemzetközi Tanácsának  (ICUU, International Council of Unitarians and Universalists) tagjai. Az ICUU-nak „teljes” mértékű csoportjai vannak Ausztráliában, Új-Zélandon, az Egyesült Királyságban, az Egyesült Államokban, Kanadában, Csehországban, Dániában, Finnországban, Németországban, Magyarországon, Indonéziában, Indiában, Nigériában, Pakisztánban, a Fülöp-szigeteken, Lengyelországban, Romániában, Dél-Afrikában, Spanyolországban; míg Brazília ideiglenes tag.
Európában az unitáriusok elsősorban Romániában (Erdélyben), Magyarországon, Nagy-Britanniában és Németországban élnek.
A kárpát-medencei unitárius egyház – az Unitárius Univerzalista Szövetséggel ellentétben – továbbra is kereszténynek tekinti magát.

## Irányzatok

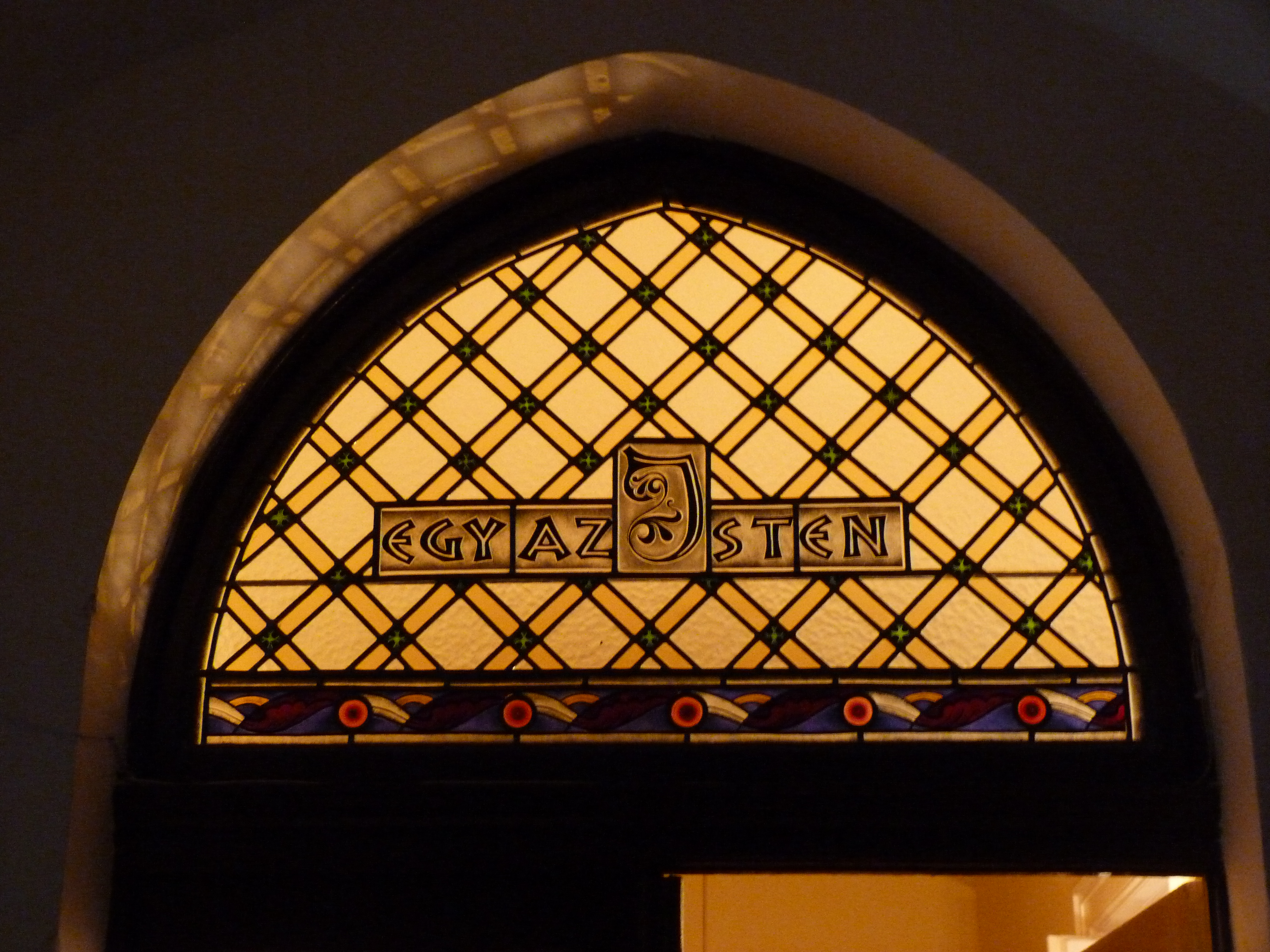
A hagyományos unitarianizmus fő tétele: Egy az Isten! – felirat a Budapesti Unitárius Egyházközség Gyülekezeti Terme bejáratán

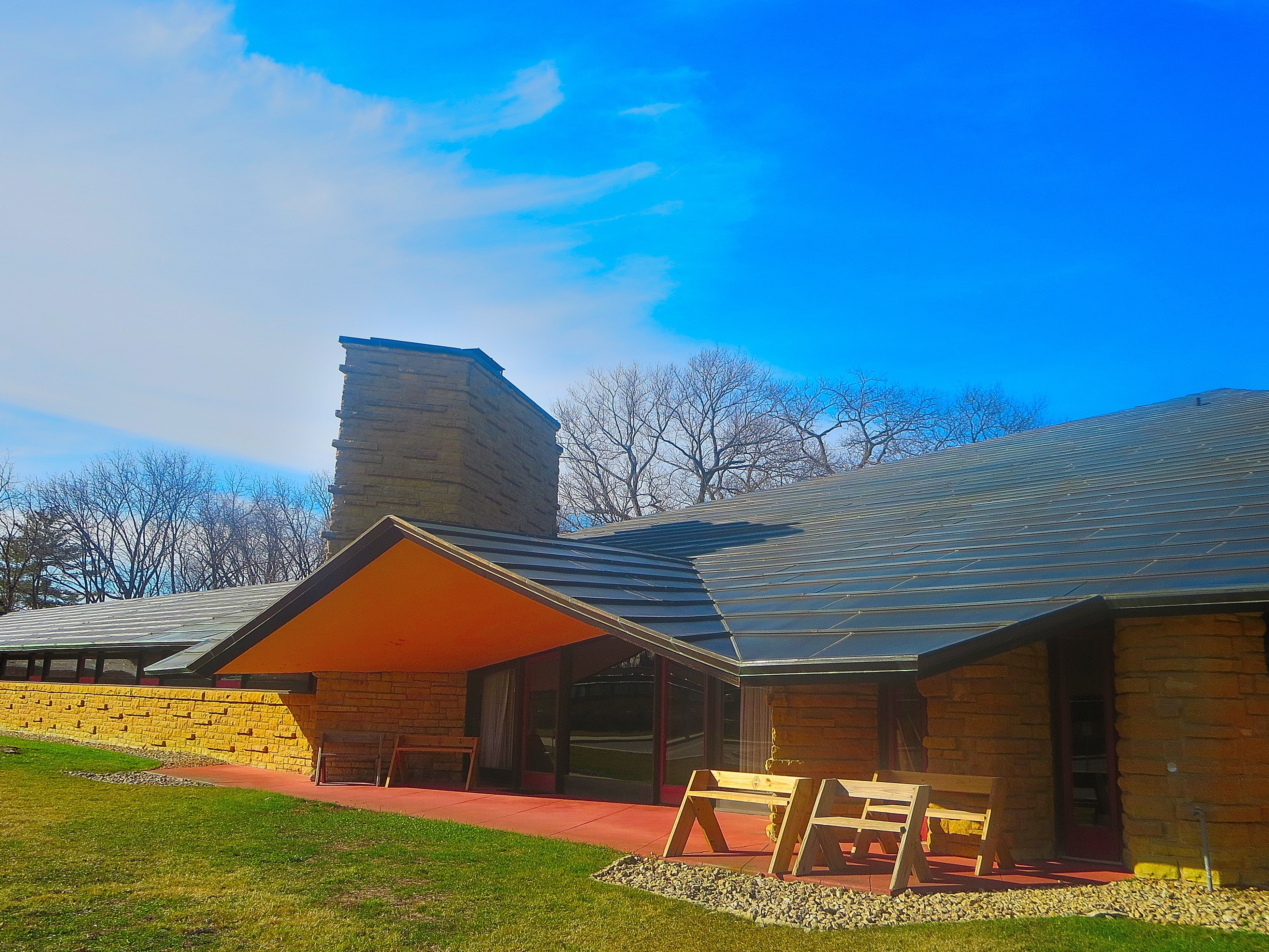
Az amerikai unitárius univerzalista First Unitarian Society közösségi épülete Wisconsinban

Bár az unitarizmus különböző formáinak fejlődése csaknem felismerhetetlenül összevegyült, mégis az megállapítható, hogy korát tekintve a biblikus unitarizmust képviselő Erdélyi Unitárius Egyház a legrégibb, és az 1961-es egyesülés eredményeként létrejött unitárius univerzalizmus a legfiatalabb.
Az unitárius gondolat a modern korban három iskolába csoportosítható:
- a biblikus unitarizmus (BU) főleg Kelet-Európában,
- a racionalista unitarizmus (RU) főleg Nyugat-Európában
- az unitárius univerzalizmus (UUA) (UU) Amerikában honos.

### Biblikus unitarizmus
A biblikus unitarizmus  alaptétele az „Egy az Isten!”, azaz Isten egy, az Atyából álló lény. A Messiás az Isten Fia, de maga nem Isten, hanem egy, a Szentlélek által fogantatott halandó ember (aki nem létezett fogantatása és az azt követő megszületése előtt), és aki később halhatatlanságot és isteni természetet kapott. Még most sem Isten Ő, hanem egyfajta fennkölt ember. A biblikus unitáriusok abban különböznek a racionalista unitáriusoktól, hogy ragaszkodnak a „Sola Scriptura” (Csak a Szentírás) elvéhez és a Bibliát ihletettnek tartják, de elutasítják a bibliai tévedhetetlenséget.
Többek között Dávid Ferenc, Lelio Sozzini, Fausto Sozzini, Isaac Newton és John Locke képviselte a biblikus unitarizmust.

### Racionalista unitarizmus
A racionalista unitarizmus alaptétele az előbbivel egyezően az, hogy Isten egy, az Atyából álló lény. Jézus nem az Isten Fia, hanem csupán egy „jó és bölcs ember”, aki másokat tanított arra, hogy életvitelük jobb legyen. A racionalista unitarizmus a 19. század német racionalista áramlatból fejlődött ki. Támogatói a vallást teljesen intellektuális oldalról közelítették meg: a Biblia összes csodás eseményeit elvetették (a szűztől való születést is). Elfogadták az evolúciós elképzeléseket, látták és láttatták „az ember lényegi jóságát” és feladták a legtöbb keresztény elvet. Egyik alapító vezéralakjuk James Martineau (1805-1900) volt. Sok közös vonásuk ellenére a racionalista unitarizmust nem tekinthetjük a deizmus egyik formájának, mert ők hisznek egy, teremtményével kapcsolatot tartó személyes istenségben, míg a deisták Istent a teremtményektől távol maradó személytelen erőnek tekintik.

### Unitárius univerzalizmus
Az unitárius univerzalizmus  elutasít mindenféle rögzített hitvallást, megfogalmazott hitrendszert, és tulajdonképpen ezt az irányzatot a unitarizmus és az univerzalizmus 1961-ben az Egyesült Államokban létrejött intézményes egyesülésnek tekinthetjük. A legtöbb unitárius univerzalista ma már nem tekinti magát kereszténynek, és azok, akik még nem mentek ilyen messzire, azok sem támasztanak semmilyen követelményt az unitárius vagy trinitárius hit kérdésében azon túl, amit az egyén magában elhatározott. Ezen túl, az unitárius pogányság CUUPS közösségei próbálják a „régi vallás”-t feléleszteni. Egyes unitárius univerzalisták nézetei igen széles határok között mozognak, beleértve valamennyi jelentősebb vallás és elgondolás: a judaizmus, a kereszténység, az iszlám, a hinduizmus, a szikhizmus, a buddhizmus, a taoizmus, az újpogányság, az ateizmus, agnoszticizmus, a panteizmus, panenteizmus, a deizmus, a baháʼí hit tanításait és nézeteit.

## Hitalapelvek, vallásgyakorlat
Ma az unitárius gondolatrendszer, a vallás egy nyitott gondolkodású, személyes megközelítése, mely a hitek és kétségek széles körének ad teret. Bár gyökerei a zsidó- és keresztény hagyományokban vannak, mégis az egész emberiség lelki-, kulturális- és szellemi felismerései számára nyitva áll. Az unitarizmus központi gondolata a minden egyén számára való vallásos szabadság biztosítása. Szerintük mindenkinek alapvető joga van az élet értelmének felelősségteljes módon való kutatásához, és az azokból való következtetések levonásához. Ennek eredményeképpen az unitarizmus nagy általánosságban egy rögzített hitvallás nélküli vallásnak tekinthető. A felépítő egyes egyházak közötti kisebb, de inkább nagyobb nézetkülönbségek figyelhetők meg, ahogy azt az például az Erdélyi Unitárius Egyház hittana és az unitárius univerzalizmus alapelvei tanúsítják. Az unitáriusok általában nem hisznek dogmákban, és nem gondolják, hogy a vallásos igazság szükségszerűen, vagy akár csak elsődlegesen is, szent írások, szentek, vagy vallásos intézményeken keresztül közvetítődne az egyénekhez. Unitáriusok sem egyénenként, sem testületileg nem emelnek kizárólagos igényt az igazság birtoklására, hanem egy bizonyos értékrenden belül minden unitárius azt hihet ami neki jól esik, vagyis amit igaznak érez.
A hagyományos unitarianizmus fő tételei:
- Isten egysége és oszthatatlansága – nem ismerik el a Fiú (Jézus) és a Szentlélek keresztény nézetű istenségét, tehát antitrinitárius (szentháromság tagadó).[28] Jézus képük az iszlám valláséhoz hasonló – Isten egy prófétája volt.

Egyéb elvetett keresztény hittételek : 
- az isteni kinyilatkoztatás – bár a Biblia Istentől ihletett, de emberek írták és emberi tévedéseknek volt kitéve,[2]
- az eredendő bűn
- Mária szeplőtelen fogantatása, szűzi szülése, istenanyasága, mennybevétele
- az ember testi feltámadása
- a predesztináció
- a mennyország, a tisztítótűz és a pokol
- a szentségek

A keresztség csak a közösségbe való felvétel aktusa. Nincsenek szentségek.
A kommúniót (úrvacsorát) két szín alatt végzik, évente legfeljebb négyszer, ami nem több, mint megemlékezés az utolsó vacsoráról. 
A kereszt használata tilos. Ez nem a megváltás jelképe, hanem inkább az élet terhe.

### Hitvallás

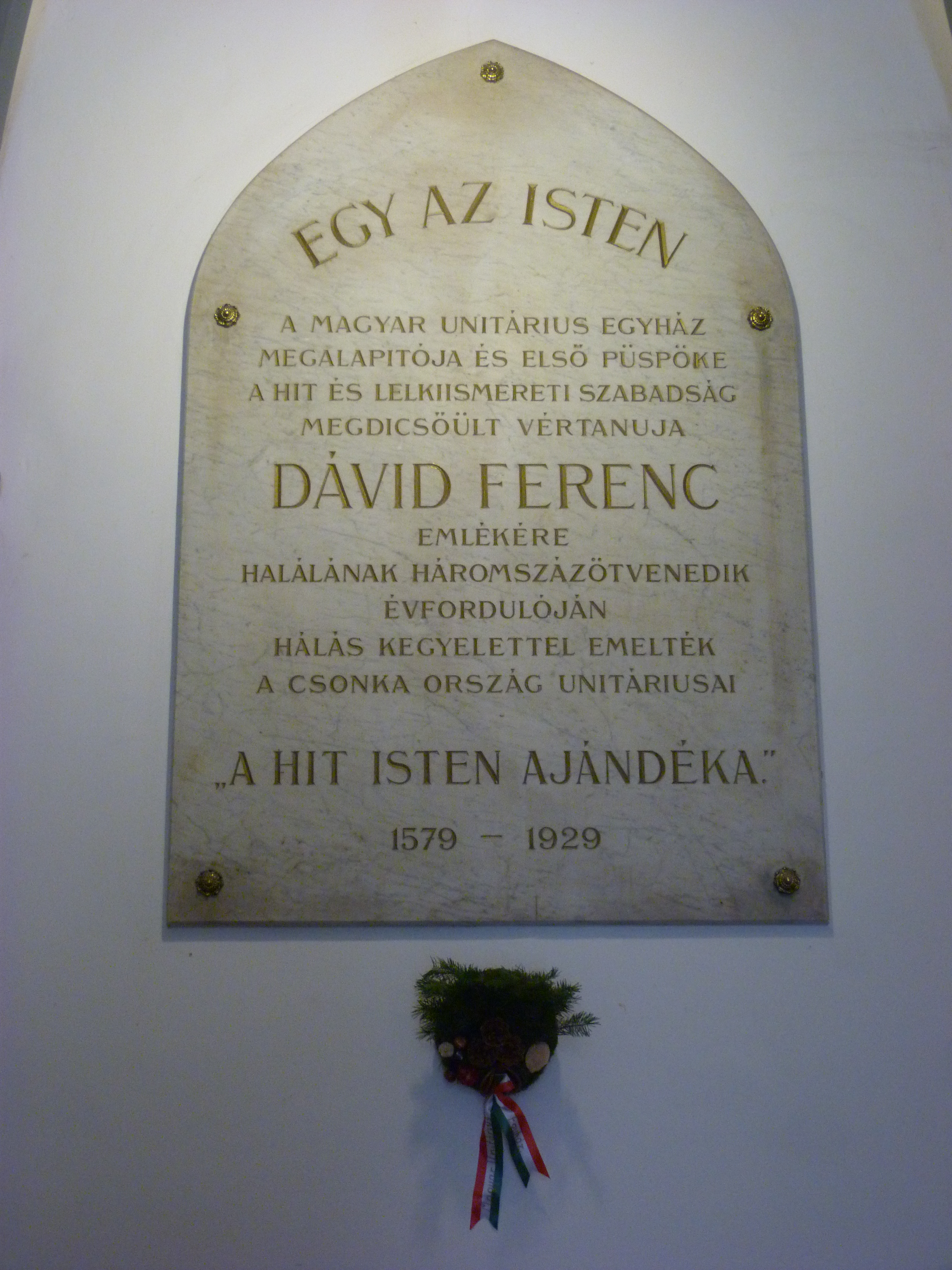
Dávid Ferenc emléktáblája a budapesti unitárius székházban – 1929

Egy széles körben elterjedt magyar unitárius hitvallás (valószínűleg az apostoli hitvallás alapján született):
„Hiszek egy Istenben, az élet teremtőjében, gondviselő Atyánkban.
Hiszek Jézusban, Isten legjobb fiában, a mi igaz tanítómesterünkben.
Hiszem a szentlelket.
Hiszek az Unitárius Egyház hivatásában.
Hiszem a bűnbocsánatot és az örök életet.”

### Istenképzet
A keresztény unitáriusok fő tétele az, hogy Isten szigorúan egy és oszthatatlan (hasonlóan a zsidók és muszlimok nézetéhez).
Ezzel szemben a 20. században létrejött unitárius univerzalisták  nagyon változatos hiteket vallanak, gyakorlatilag minden elképzelést elfogadnak az egyistenhittől kezdve a többistenhiten keresztül, a panteizmuson át az ateizmusig.
Egyes gyülekezeteik néha közösen elfogadott hitrendszer alapján szerveződnek, így például az Erdélyi Unitárius Egyház keresztény antitrinitárius alapokon áll, míg a texasi székhelyű, kis létszámú CUUPS a pogányság nézeteit vallja.

### Megtestesülések
Az unitárius krisztológiát fel lehet osztani aszerint, hogy Jézusról feltételezik-e, hogy emberi léte előtt létezett-e, de többségében mindkét nézet állítja, hogy nem Isten megtestesülése.
Manapság a meglehetősen változatos hitek magukba foglalják a megtestesülés tagadásától a mindent és mindenkit Isten megtestesülésének tekintő nézetek széles sávját. Némelyek elhiszik, hogy Krisztus Isten Fia, vagy ha nem is Fia, akkor is az „Útmutató”.

### A világmindenség és az élet eredete
Nagyon változatos elképzelések és hitek, de legtöbbjük a Biblia jelképes magyarázatában hisznek és úgy gondolják, hogy az eredetért is természeti folyamatok felelősek.

### A halál után
Az unitarizmuson belül meglehetősen változatos hitek léteznek, de legtöbben úgy hiszik, hogy a menny és a pokol nem valóságos, hanem jelképes helyek. Vannak akik mindkettőt az életbeni vagy a halál után folytatódó tudatállapotnak tekintik, némelyek hisznek az újraszületésben, s végül vannak akik az életutáni létezést tagadják, ismeretlennek, vagy lényegtelennek tekintik, mert szerintük csakis az életbeni tettek fontosak.

### Miért van Gonosz?
Legtöbben nem hiszik, hogy az emberiség örökölte az eredeti bűnt Ádám és Évától, vagy hogy a Sátán ténylegesen létezne. Hitük szerint Isten jó, és az emberiséget is lényegileg jónak teremtette, de szabad akaratot adott neki és az ember tökéletlen természete néha erkölcstelen viselkedést eredményez. Emellett változatos hiteik vannak. Vannak akik hiszik, hogy a bűnt akkor követik el, mikor az illető elválasztja magát Istentől. Némelyek hisznek a „karmában”, azaz amit vetsz, azt aratsz. Mások szerint a bűn az emberi természet része és tudományos módszerekkel kutatják okait a lélektan, társadalomtudományok stb. keretein belül.

### Megváltás
Nincs általánosan elfogadott nézet: vannak akik hisznek a Jézus Krisztusba vetett hit által az Isten kegyelméből való megváltásban; mások hisznek a jótéteményekben és másoknak kárt okozó tettek elkerülésében mint a megváltás kulcsában; sokan hiszik hogy Isten jó és megbocsátó, így mindenki meg lesz mentve; némelyek hisznek az újraszületésekben és abban, hogy szükséges a személyes kapzsiságot kiirtani, vagy hogy az élet minden leckéjét meg kell tanulni mielőtt felvilágosulás, vagy megváltás elérhetővé válik; míg egyeseknek az egész megváltás-felvilágosulás fogalma lényegtelennek tűnik, vagy egyáltalán nem hisznek benne.

### Érdemtelen szenvedés
Nincs még megközelítően általánosan elfogadott nézet sem. A legtöbb unitárius nem hiszi, hogy Sátán okozza a szenvedést. A keresztényszerű egyházak vallják, hogy a szenvedés Isten tervének, akaratának része még akkor is, ha nem ismerjük azt fel azonnal. Sokan nem hiszik hogy a szenvedésnek akármilyen lelki oka is lenne, s a legtöbben humanista megközelítéssel próbálják segíteni a rászorulókat.

### Mai kor kérdései
E mai kérdésekben is megoszlanak a vélemények, minthogy hitük alapját képezi a különbözőségek elismerése. Sokan konzervatív nézeteket vallanak, de az általános álláspont szerint igyekeznek védeni az abortusz választásához való személyes jogot, a nemek- és homoszexualitás egyenlőségének elismerését és a válást és újraházasodást vallási felhangok nélküli személyes ügynek tekintik. Támogatják a nyomor felszámolását, a békét és erőszakmentességet, valamint a környezetvédelmi kezdeményezéseket.

## Egyházak

### Kárpát-medence
Unitárius egyházak a történelmi Magyarország területén:
- Magyarországi Unitárius Egyház
- Erdélyi Unitárius Egyház

2012-ben a Magyarországi- és az Erdélyi Unitárius Egyház egyesült.